# Canadian Soccer League 2018
La Canadian Soccer League 2018 fue  la 21.ª edición del campeonato semiprofesional del fútbol canadiense, la cual comenzó el 13 de mayo y terminó el 13 de octubre con 9 equipos en la primera división y 6 en la segunda.

## Primera división

### Equipos
| Club                 | Ciudad                           | Estadio                    | Entrenador           |
| -------------------- | -------------------------------- | -------------------------- | -------------------- |
| Brantford Galaxy     | Brantford, Ontario               | Steve Brown Sports Complex | Milan Prpa           |
| CSC Mississauga      | Mississauga, Ontario             | Iceland Soccer Field       | Silvester Trograncic |
| FC Ukraine United    | Toronto, Ontario (Etobicoke)     | Centennial Park Stadium    | Andrei Malychenkov   |
| FC Vorkuta           | Vaughan, Ontario (Woodbridge)    | Ontario Soccer Centre      | Serhiy Zayets        |
| Hamilton City SC     | Hamilton, Ontario (Stoney Creek) | Heritage Field Turf        | Saša Vuković         |
| Real Mississauga SC  | Mississauga, Ontario             | Hershey Centre             | Krum Bibishkov       |
| Scarborough SC       | Toronto, Ontario (Scarborough)   | Birchmount Stadium         | Zoran Rajović        |
| Serbian White Eagles | Toronto, Ontario (Etobicoke)     | Centennial Park Stadium    | Milan Mijailović     |
| SC Waterloo Region   | Waterloo, Ontario                | RIM Park                   | Radivoj Panić        |

### Clasificación
| Pos. | Equipo               | PJ | PG | PE | PP | GF | GC | DG  | Pts. | Clasificado a                      |
| ---- | -------------------- | -- | -- | -- | -- | -- | -- | --- | ---- | ---------------------------------- |
| 1    | Ukraine United       | 16 | 12 | 2  | 2  | 60 | 16 | 44  | 38   | Clasificado a los Cuartos de final |
| 2    | Vorkuta              | 16 | 12 | 2  | 2  | 55 | 16 | 39  | 38   | Clasificado a los Cuartos de final |
| 3    | Waterloo             | 16 | 9  | 2  | 5  | 34 | 33 | 1   | 29   | Clasificado a los Cuartos de final |
| 4    | Scarborough          | 16 | 8  | 5  | 3  | 34 | 20 | 14  | 29   | Clasificado a los Cuartos de final |
| 5    | Hamilton City        | 16 | 8  | 1  | 7  | 41 | 38 | 3   | 25   | Clasificado a los Cuartos de final |
| 6    | Serbian White Eagles | 16 | 5  | 4  | 7  | 20 | 20 | 0   | 19   | Clasificado a los Cuartos de final |
| 7    | Real Mississauga     | 16 | 3  | 2  | 11 | 14 | 42 | -28 | 11   | Clasificado a los Cuartos de final |
| 8    | Brantford Galaxy     | 16 | 3  | 2  | 11 | 9  | 37 | -28 | 11   | Clasificado a los Cuartos de final |
| 9    | Mississauga          | 16 | 1  | 2  | 12 | 14 | 59 | -45 | 5    |                                    |

### Fase final

#### Cuartos de final
| 29 de septiembre de 2018 | Scarborough SC                                                                 | 4-1     | Hamilton City FC  | Birchmount Stadium, Toronto |  |
| 17:00                    | Angel Angelov 33' · Atif Hammud Ali 42' · Zoran Knežević 60' · Neven Radakovic | Reporte | Peter Aleksic 46' |                             |  |

| 29 de septiembre de 2018 | SC Waterloo Region                             | 2-1     | Serbian White Eagles | RIM Park Field 1, Waterloo |  |
| 19:30                    | Miodrag Kovacevic 19' · Vladimir Zelenbaba 87' | Reporte | Zoran Pešić          |                            |  |

| 30 de septiembre de 2018 | FC Ukraine United | 0-0 (t. s.)(8-7 p.) | Brantford Galaxy | Centennial Park Stadium, Toronto |  |
| 16:00                    |                   | Reporte             |                  |                                  |  |

| 30 de septiembre de 2018 | FC Vorkuta                       | 2-1     | Real Mississauga | Ontario Soccer Centre, Vaughan |  |
| 19:00                    | Ihor Melnky · Yaloslav Solonynko | Reporte | Krum Bibishkov   |                                |  |

#### Semifinales
| 6 de octubre de 2018 | FC Vorkuta                                | 2-2 (t. s.)(4-3 p.) | SC Waterloo Region                    | Ontario Soccer Centre, Vaughan |  |
| 19:00                | Vadym Gostiev 45' · Serhii Ursulenko 117' | Reporte             | Miodrag Kovacevic 42' · Sven Arapovic |                                |  |

| 7 de octubre de 2018 | FC Ukraine United | 1-2     | Scarborough SC                                | Centennial Park Stadium, Toronto |  |
| 14:00                | Ihor Malysh 89'   | Reporte | Kavin Bryan 68' · Aleksandar Stojiljković 91' |                                  |  |

#### Final
| 13 de octubre de 2018 | FC Vorkuta           | 1-1 (t. s.)(6-5 p.) | Scarborough SC          | Ontario Soccer Centre, Vaughan |  |
| 15:00                 | Lyubomyr Halchuk 29' | Reporte             | Odain Omaro Simpson 77' |                                |  |

### Goleadores
| Posición | Jugador                 | Club              | Goles |
| -------- | ----------------------- | ----------------- | ----- |
| 1        | Sani Dey                | Hamilton City SC  | 13    |
| 2        | Pavlo Lukyanets         | FC Ukraine United | 12    |
| 3        | Sergiy Ivliev           | FC Vorkuta        | 11    |
| 4        | Aleksandar Stojiljković | Scarborough SC    | 10    |
| 5        | Kavin Bryan             | Scarborough SC    | 9     |
| 6        | Taras Hromyak           | FC Ukraine United | 8     |
| 6        | Nazar Milishchuk        | FC Ukraine United | 8     |
| 6        | Serhiy Ursulenko        | FC Vorkuta        | 8     |
| 7        | Hammud Ali Atif         | Scarborough SC    | 7     |
| 7        | Roman Datsiuk           | FC Ukraine United | 7     |
| 7        | Yevhen Falkovskyi       | FC Ukraine United | 7     |
| 7        | Ihor Malysh             | FC Ukraine United | 7     |
| 7        | Yaroslav Solonynko      | FC Vorkuta        | 7     |

## Segunda División

### Equipos
| Club                   | Ciudad                    | Estadio                    | Entrenador      |
| ---------------------- | ------------------------- | -------------------------- | --------------- |
| Brantford Galaxy B     | Brantford, Ontario        | Steve Brown Sports Complex | Tomo Dancetovic |
| FC Vorkuta B           | Vaughan, Ontario          | St. Robert S.S. Field      |                 |
| Halton United          | Burlington, Ontario       | Norton Park                |                 |
| Milton SC              | Milton (Ontario), Ontario | Milton Sports Centre       | Suad Tihak      |
| Scarborough SC B       | Toronto, Ontario          | Ontario Soccer Centre      | Eddy Coronel    |
| Serbian White Eagles B | Toronto, Ontario          | Centennial Park Stadium    | Goran Bakoc     |

### Clasificación
| Pos. | Equipo                 | PJ | PG | PE | PP | GF | GC | DG  | Pts. | Clasificado a                 |
| ---- | ---------------------- | -- | -- | -- | -- | -- | -- | --- | ---- | ----------------------------- |
| 1    | FC Vorkuta B           | 15 | 12 | 1  | 2  | 71 | 20 | +51 | 37   | Clasificado a las Semifinales |
| 2    | Halton United B        | 15 | 10 | 0  | 5  | 48 | 20 | +28 | 30   | Clasificado a las Semifinales |
| 3    | Scarborough SC B       | 15 | 8  | 0  | 7  | 48 | 40 | +8  | 24   | Clasificado a las Semifinales |
| 4    | Milton SC B (*)        | 15 | 7  | 0  | 8  | 37 | 50 | -13 | 21   |                               |
| 5    | Brantford Galaxy B     | 15 | 5  | 1  | 9  | 25 | 32 | -7  | 16   | Clasificado a las Semifinales |
| 6    | Serbian White Eagles B | 15 | 2  | 0  | 13 | 13 | 80 | -67 | 6    |                               |

(*) Milton SC B se declinó estar en las semifinales, por lo cual fue reemplazado por el Brantford Galaxy B.

### Fase final

#### Semifinales
| 6 de octubre de 2018 | FC Vorkuta B                                  | 3-1     | Brantford Galaxy B | St. Robert Catholic High School, Thornhill |  |
| 15:00                | Kristijan Kezic 8', 45' · Kiril Antonenko 90' | Reporte | Donare Beqere 17'  |                                            |  |

| 9 de octubre de 2018 | Halton United B                            | 3-1     | Scarborough SC B  | Norton Park Field 2, Burlington |  |
| 21:00                | Christian Truyen 11', 63' · Karl Manzi 47' | Reporte | Edgar Oswaldo 31' |                                 |  |

#### Final
| 13 de octubre de 2018 | FC Vorkuta B                               | 3-2     | Halton United B                        | Centennial Park Stadium, Toronto |  |
| 13:00                 | Kristijan Kesic 14', 71' · Ihor Melnyk 15' | Reporte | Christian Truyen 13' · Robert Melo 35' |                                  |  |

### Goleadores
| Posición | Jugador            | Club             | Goles |
| -------- | ------------------ | ---------------- | ----- |
| 1        | Kristijan Kezic    | FC Vorkuta B     | 12    |
| 2        | Marko Mitrušić     | Milton SC        | 10    |
| 3        | Valery Yarmosh     | FC Vorkuta B     | 8     |
| 4        | Matthaus Garcia    | SC Scarborough B | 6     |
| 4        | Geoff Martinez     | Halton United    | 6     |
| 4        | Dmytro Polyuhanych | FC Vorkuta B     | 6     |
| 4        | Drilon Salihu      | Halton United    | 6     |
| 5        | Ryan Khedoo        | Scarborough SC B | 5     |
| 5        | Adriano Marques    | Halton United    | 5     |
| 5        | Serhiy Melnyk      | FC Vorkuta B     | 5     |
| 5        | Christian Truyen   | Halton United    | 5     |
| 5        | Vladimir Vujovic   | Milton SC        | 5     |